# 清州総合運動場野球場
清州総合運動場野球場（ちょんじゅそうごううんどうじょうやきゅうじょう、청주 종합운동장 야구장）は大韓民国忠清北道清州市西原区社稷洞の清州総合運動場内にある野球場。 
1979年5月の全国体育大会の開催のために建設された球場である。韓国プロ野球が発足して間もない1982年4月4日、当時大田広域市のハンバッ総合運動場野球場を本拠地としていたが、改修工事が間に合わなかったためOBベアーズのレギュラーシーズン本拠地開幕戦が開催された。1986年から、韓国プロ野球ビングレ・イーグルス（現・ハンファ・イーグルス）の準本拠地球場として使用されている。 建設当初は約10,000席の座席があったが、2008年外野の背もたれの座席を設置するなどの改修工事を実施して、座席数は7,500席となった。この球場では忠清北道学校間の対抗戦が毎年行われている。なお、2012年は本拠地・大田の野球場の改装工事のため、4月中のハンファの主催試合はすべてここで行われた。
両翼98mに対し中堅は110mしかなく、本塁打が非常に出やすい球場である。 

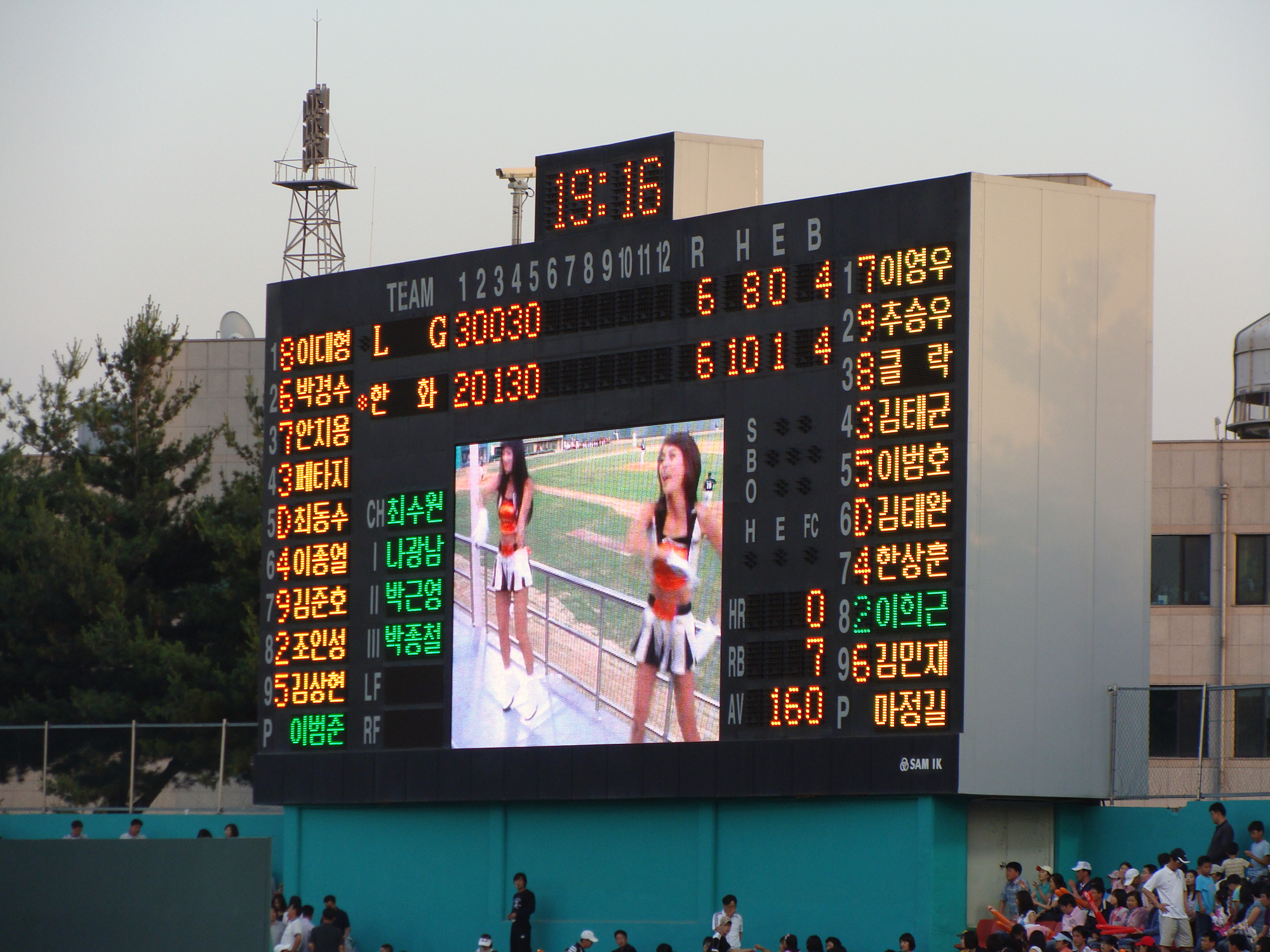
清州総合運動場野球場のスコアボード

2013年7月、観客席を10500人に拡張し、グラウンドを人工芝に張り替え、ブルペンを地下に移設するなど改修工事が終了した。
2020年から2022年まではCOVID-19の影響でプロ野球の試合を開催できず、2023年は施設の老朽化で開催の許可が下りず、施設の改修が行われ2024年からプロ野球を開催できるようになった｡

## 開催試合

### 2006年
- 5月9日 - 5月11日対現代ユニコーンズ戦
- 6月23日 - 6月25日対起亜タイガース戦
- 7月25日 - 7月27日対ロッテジャイアンツ戦
- 9月1日 - 9月3日対斗山ベアーズ戦

### 2007年
- 5月22日 - 5月24日対現代ユニコーンズ戦
- 6月8日 - 6月10日対LGツインズ戦

### 2008年
- 4月15日 - 4月17日対ウリヒーローズ戦
- 5月30日 - 6月1日対LGツインズ戦
- 6月24日 - 6月26日対起亜タイガース戦

### 2009年
- 4月28日 - 4月30日対LGツインズ戦
- 5月26日 - 5月28日対三星ライオンズ戦
- 7月31日 - 8月2日対ロッテジャイアンツ戦

### 2010年
- 4月16日 - 4月18日対ネクセンヒーローズ戦
- 5月11日 - 5月13日対LGツインズ戦
- 8月10日 - 8月12日対起亜タイガース戦

### 2011年
- 8月23日 - 8月25日対三星ライオンズ戦
- 9月15日 - 9月16日対ロッテジャイアンツ戦

### 2012年
- 4月のハンファ主催の全試合
- 5月11日 対ロッテジャイアンツ戦

### 2013年
- 8月6日 - 8月7日対SKワイバーンズ戦
- 8月13日 - 8月14日対NCダイノス戦

### 2014年
- 7月8日 - 7月10日対ネクセンヒーローズ戦
- 8月5日 - 8月6日対三星ライオンズ戦

### 2015年
- 7月14日 - 7月16日対ロッテジャイアンツ戦
- 9月1日 - 9月2日対起亜タイガース戦

### 2016年
- 6月17日 - 6月19日対ネクセンヒーローズ戦
- 8月16日 - 8月17日対斗山ベアーズ戦

### 2017年
- 6月27日 - 6月29日対KTウィズ戦
- 7月18日 - 7月20日対NCダイノス戦

### 2018年
- 6月19日 - 6月21日対LGツインズ戦
- 8月9日 - 8月10日対ネクセンヒーローズ戦
- 9月13日 - 9月14日対SKワイバーンズ戦

### 2019年
- 7月16日 - 7月18日対NCダイノス戦
- 8月27日 - 8月29日対キウムヒーローズ戦
- 9月10日 - 9月11日対LGツインズ戦

### 2024年
- 6月18日 - 6月20日対キウムヒーローズ戦
- 8月20日 - 8月22日対NCダイノス戦

## アクセス
- 忠北線清州駅からバスで約25分、梧根場駅からバスで25分、京釜線鳥致院駅から50分ほどかかる。
- 清州バスターミナルからバスで約20分

ただし、慣れていない人の場合困難が伴うことより、タクシー移動が現実的である。